# Atherigona triglomerata
Atherigona triglomerata este o specie de muște din genul Atherigona, familia Muscidae, descrisă de Fan în anul 1965. Conform Catalogue of Life specia Atherigona triglomerata nu are subspecii cunoscute.